# Kaplica Niepokalanego Poczęcia Najświętszej Maryi Panny w Nowym Sączu
Kaplica pw. Niepokalanego Poczęcia Najświętszej Maryi Panny w Nowym Sączu – rzymskokatolicka kaplica cmentarna. Mieści się w Nowym Sączu, na Starym Cmentarzu, przy ulicy Jagiellońskiej.

## Historia
Świątynia wybudowana w XVII wieku, rozbudowana w XIX wieku. Do 1955 roku pw. Św. Mikołaja. Murowana, jednonawowa z prezbiterium zamkniętym półkoliście, ze sklepieniem kolebkowym. Dach siodłowy z wieżyczką wieńczy sygnaturka o cechach barokowych. W kaplicy znajdują się gotyckie zabytkowe rzeźby i obrazy związane z warsztatami cechowymi snycerskimi i malarskimi funkcjonującymi w Nowym Sączu w XV wieku i XVI wieku. W zewnętrznych murach kaplicy tkwią epitafia z XIX wieku.  W latach 1982–1984 kaplicę rozbudowano, dach pokryto blachą miedzianą a wnętrze zmodernizowano, dobudowano część zachodnią i zakrystię.